# أشبور أصفر الرأس
أشبور أصفر الرأس أو الكاراكارا أصفر الرأس (الاسم العلمي: Milvago chimachima)(بالإنجليزية:Yellow-headed caracara) هو طائر جارح من فصيلة الصقرية. يمكن العثور عليه في المناطق المدارية وشبه المدارية في أمريكا الجنوبية والجزء الجنوبي من أمريكا الوسطى. على عكس الصقور في نفس العائلة، فإن الكاراكارا ليس صيادًا جويًا سريع الطيران ، ولكنها بطيئة إلى حد ما وغالبًا ما تحصل على الطعام عن طريق أكل الجيف.

## التصنيف
عندما وصف لويس جان بيير فيو لأول مرة الكاراكارا أصفر الرأس في عام 1816 ، أطلق عليه الاسم العلمي(Polyborus chimachima)، ووضعه في نفس جنس الكاراكارا المتوج. في عام 1824، ابتكر عالم الطبيعة الألماني يوهان بابتيست فون سبيكس جنس القوقش (Milvago) لهذا النوع ولقريبه كاراكارا شيمانغو.

## الوصف

### الحجم
يتراوح طول الكاراكارا أصفر الرأس مابين 40 إلى 46 سم وطول الجناحين مابين 75 إلى 95 سم وكما العديد من الطيور الجارحة فالأنثى أكبر حجما إذ يتراوح وزنها مابين 310 إلى 360 غرام أما الذكور مابين 280 إلى 320 غرام.

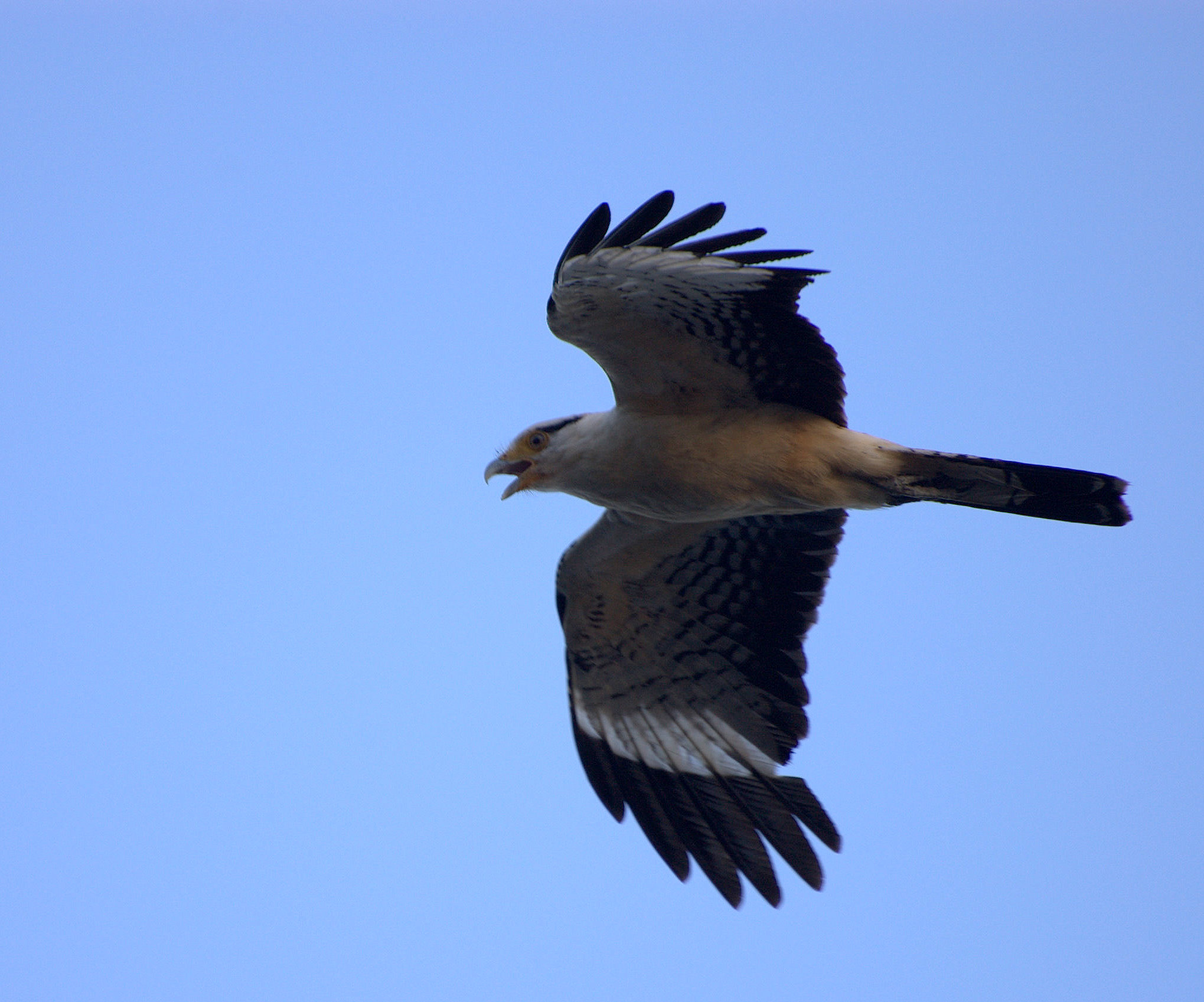
كاراكارا أصفر الرأس أثناء الطيران

### المظهر
لون الطيور البالغة يكون بني كريمي فاتح وبني داكن في الذيل والجزء العلوي من الجناحين مع بقع فاتحة أما الجزء السفلي فيكون ذي لون فاتح ومخطط بلون داكن, المنطقة حول العين تكون خالية من الريش ولونها أصفر وطرف المنقار والأقدام أزرق فاتح, وهناك خط داكن عريض يمتد من طرف العين إلى مؤخرة الرأس والعين لونها بني داكن, الطيور اليافعة تكون داكنة اللون مع الكثير من البقع الفاتحة.

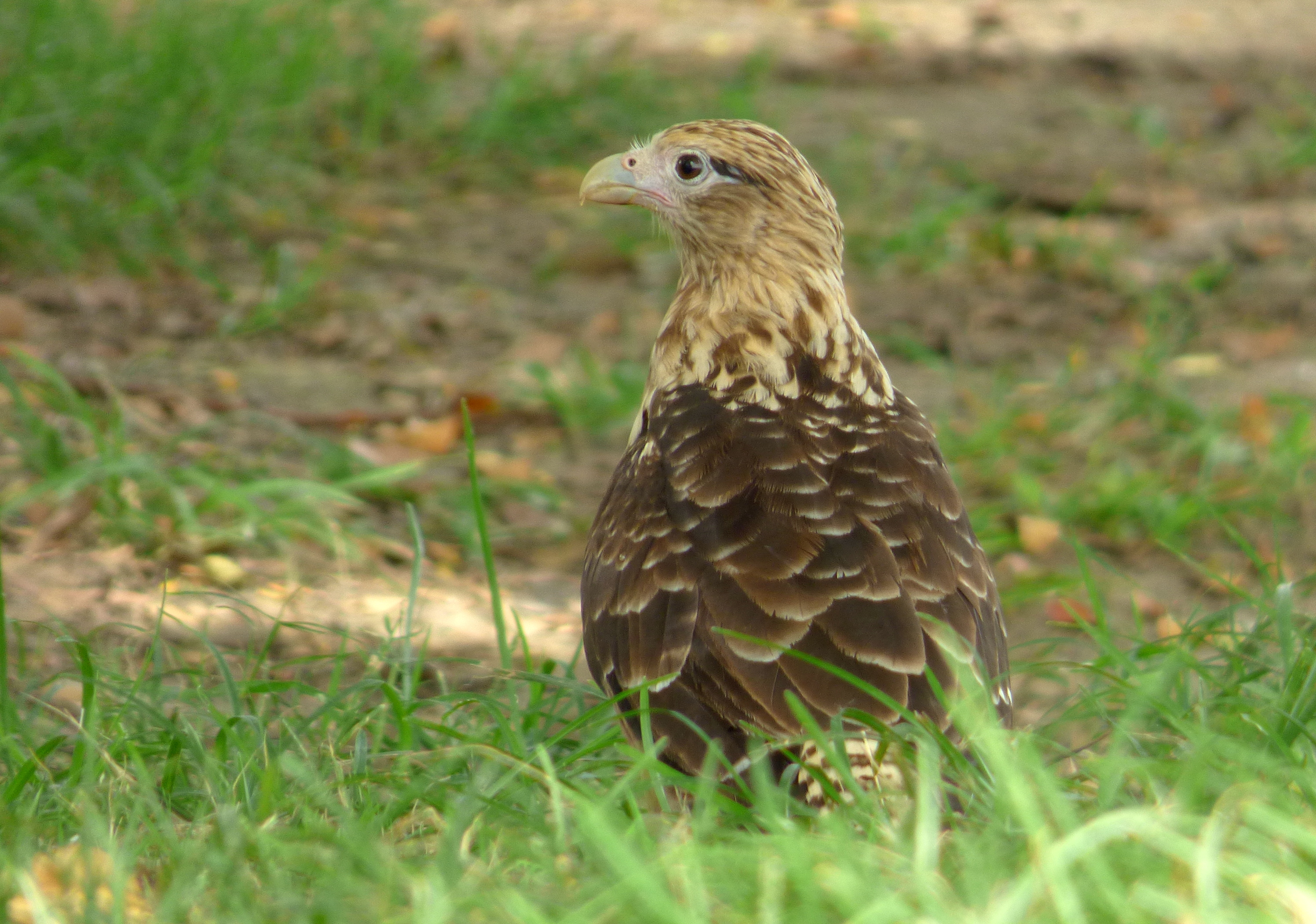
طائر يافع

## الإنتشار والموطن
يعيش الكاراكارا أصفر الرأس في جنوب وسط أمريكا وغرب أمريكا الجنوبية وهو يفضل العيش في أطراف الغابات والمستنقعات والسافانا وقد إستفاد من قطع الغابات لتربية الماشية. تغير وضعها في ترينيداد من نادر إلى شائع إلى حد ما ، وشوهد لأول مرة في توباغو في عام 1987.يتكيف بسهولة مع المناطق الحضرية ، ومع أنواع مثل النسر الأسود، فهو من بين الطيور الجارحة الأكثر شيوعًا في مدن أمريكا اللاتينية. في مدينة بنما على سبيل المثال ، نتيجة للزحف العمراني المتزايد ، كثيرًا ما تُرى أزواج كاراكارا صفراء الرؤوس على طول أسطح المنازل في أحياء الضواحي. ويوجد في العادة في أماكن ترتفع 1800 إلى 2600 متر عن سطح البحر.

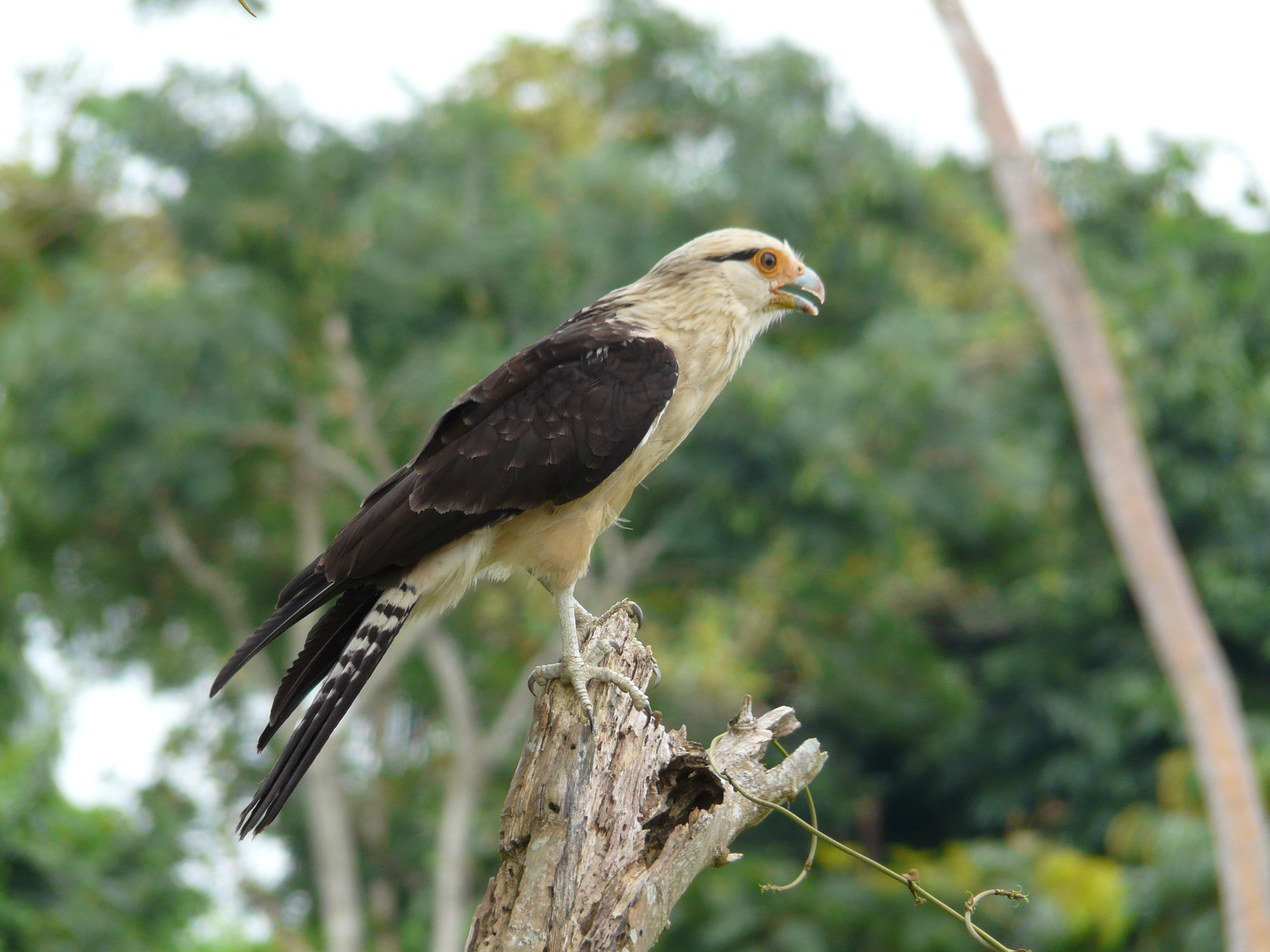
كاراكارا أصفر الرأس في كولومبيا

## الغذاء
إن الكاراكارا أصفر الرأس يتغذي بالزواحف والبرمائيات والثدييات الصغيرة وتلعب الجيف دورا مهما في نظامه الغذائي أيضا, كما لوحظ أنه يأكل اللافقاريات الصغيرة الموجودة على الحيوانات أمثال الكابيبارا, كما أن الطيور اليافعة قد تأكل الفواكه مثل ثمار نخيل الزيت.

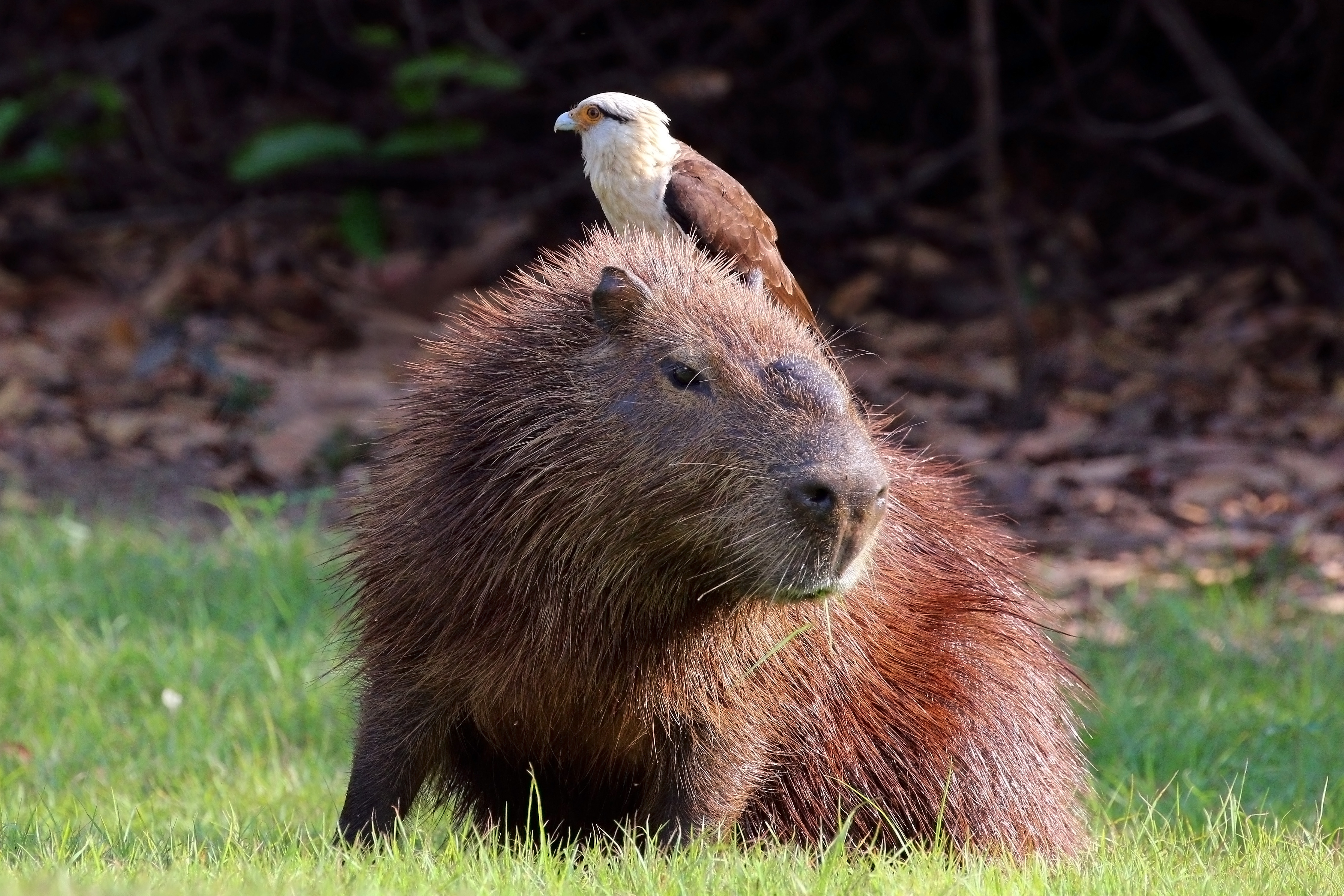
كاراكار أصفر الرأس جاثم على ظهر حيوان الكابيبارا